# Ingo Schulze
Ingo Schulze (Dresda, 15 dicembre 1962) è uno scrittore tedesco. Cresciuto nell'ex Germania orientale, ha studiato Filologia classica presso l'Università di Jena. Ha lavorato come consulente presso il Teatro di Stato di Altenburg, prima di trasferirsi per alcuni mesi a San Pietroburgo, base per il suo debutto di scrittore. Nel 1995 ha pubblicato una raccolta di trentatré racconti brevi intitolata 33 Attimi di Felicità. 

## Biografia
Schulze, figlio di un fisico e di un medico, è cresciuto con sua madre dopo che i suoi genitori hanno divorziato. Dopo essersi diplomato alla Kreuzschule di Dresda nel 1981, ha completato il servizio militare di base nella NVA. Fino al 1988 ha studiato filologia classica e tedesco all'Università di Jena. Schulze ha poi lavorato per due anni come drammaturgo al Landestheater Altenburg, che ha lasciato per lavorare come giornalista: nel 1990 è stato cofondatore del “giornale indipendente” Altenburger Wochenblatt, apparso fino all'autunno 1991, e di un foglio di offerta denominato Anzeiger. Entrambi furono pubblicati da Altenburger Verlag, la cui attività Schulze gestì fino alla fine del 1992. All'inizio del 1993 si reca in Russia per conto di un uomo d'affari, dove lancia a San Pietroburgo il giornale pubblicitario Привет Петербург (Privet Peterburg). Schulze vive come scrittore freelance a Berlino dalla metà degli anni '90. Ha due figlie dal suo primo matrimonio. Il secondo matrimonio di Schulze è con la studiosa di letteratura Jutta Müller-Tamm.
Dal 2006 è membro dell'Accademia delle arti di Berlino e dal 2007 dell'Accademia tedesca per la lingua e la poesia di Darmstadt. È anche membro dell'Accademia delle arti sassone e del PEN Center Germany.
Nell'autunno 2019 Ingo Schulze ha curato il forum "Autoren" al Festival della letteratura di Monaco. Il suo motto è “Esercizi in paradiso. Domande per il mondo dopo il 1989”. 

## Opere
- 33 Attimi di Felicità, (33 Augenblicke des Glücks ,1995)
- Semplici Storie, (Simple Storys, 1998), Milano, Feltrinelli, 1998
- Der Brief meiner Wirtin
- Von Nasen, Faxen und Ariadnefäden
- Mr. Neitherkorn und das Schicksal
- Würde ich nicht lesen, würde ich auch nicht schreiben
- Vite Nuove (Neue Leben, 2005), Milano, Feltrinelli, 2007
- Bolero Berlinese, (Handy. Dreizehn Storys in alter Manier, 2007), Milano, Feltrinelli, 2008
- Adam e Evelyn, (Adam und Evelyn, 2008), Milano, Feltrinelli, 2009
- Il Signor Agostino, (Der Herr Augustin, 2008), Bazzano (BO), Artebambini, 2011
- Was Wollen Wir? Essays, Reden, Skizzen, 2009
- Arance e Angeli, (Orangen und Engel. Italienische Skizzen, 2010), Milano, Feltrinelli, 2011
- I nostri bei vestiti nuovi, (Unsere schönen neuen Kleider, 2012) Milano, Feltrinelli, 2013
- Henkerslos. Ein Märchenbrevier, 2013
- La rettitudine degli assassini  Feltrinelli 2022